# Vittoria Carlotta di Anhalt-Bernburg-Schaumburg-Hoym
Vittoria Carlotta di Anhalt-Bernburg-Schaumburg-Hoym (Castello di Schaumburg, 25 settembre 1715 – Castello di Schaumburg, 4 febbraio 1792) fu una nobile dell'Anhalt-Bernburg-Schaumburg-Hoym e Margravia del Brandenburgo-Bayreuth.

## Biografia
Vittoria Carlotta era figlia di Vittorio I di Anhalt-Bernburg-Schaumburg-Hoym, principe di Anhalt-Bernburg-Schaumburg-Hoym dal 1727 al 1772, e della prima moglie Carlotta Luisa di Isenburg-Birstein.
Venne data in sposa a Federico Cristiano di Brandeburgo-Bayreuth, Margravio del Brandeburgo-Bayreuth dal 1763 al 1769; le nozze avvennero a Schaumburg il 26 aprile 1732 e sancirono l'unione tra la dinastia degli Ascanidi e quella degli Hohenzollern.
Vittoria diede al marito due figlie:
- Cristiana Sofia Carlotta (Neustadt, 15 ottobre 1733-Seidingstadt, 8 ottobre 1757);
- Sofia Maddalena (Neustadt, 12 gennaio 1737-23 luglio 1737).

La seconda figlia morì nella prima infanzia mentre Cristiana Sofia raggiunse l'età adulta e venne data in sposa nel 1757 al duca Ernesto Federico III di Sassonia-Hildburghausen.
Vittoria e Federico divorziarono nel 1764 e nessuno di loro si risposò. Federico morì, tra l'altro, cinque anni dopo il 20 gennaio 1769 a Bayreuth.
Non essendo riuscita a dare un erede maschio al marito, alla morte di quest'ultimo il Brandeburgo-Bayreuth passò ad un lontano nipote Carlo Alessandro di Brandeburgo-Ansbach, già Margravio di Brandeburgo-Ansbach, finendo così per riunificare i due rami della famiglia.

## Ascendenza
|                                                         |                                            |                                                     | Genitori                                        |  |  | Nonni |  |  | Bisnonni                              |  |  | Trisnonni                           |  |
|                                                         |                                            |                                                     |                                                 |  |  |       |  |  | 8. Vittorio Amedeo di Anhalt-Bernburg |  |  | 16. Cristiano II di Anhalt-Bernburg |  |
|                                                         |                                            |                                                     |                                                 |  |  |       |  |  | 8. Vittorio Amedeo di Anhalt-Bernburg |  |  | 16. Cristiano II di Anhalt-Bernburg |  |
|                                                         |                                            | 17. Eleonora Sofia di Schleswig-Holstein-Sonderburg |                                                 |  |  |       |  |  | 8. Vittorio Amedeo di Anhalt-Bernburg |  |  |                                     |  |
| 4. Lebrecht di Anhalt-Zeitz-Hoym                        |                                            |                                                     |                                                 |  |  |       |  |  | 8. Vittorio Amedeo di Anhalt-Bernburg |  |  |                                     |  |
|                                                         |                                            | 9. Elisabetta del Palatinato-Zweibrücken-Veldenz    | 18. Federico del Palatinato-Zweibrücken-Veldenz |  |  |       |  |  |                                       |  |  |                                     |  |
|                                                         |                                            | 9. Elisabetta del Palatinato-Zweibrücken-Veldenz    | 18. Federico del Palatinato-Zweibrücken-Veldenz |  |  |       |  |  |                                       |  |  |                                     |  |
|                                                         |                                            | 9. Elisabetta del Palatinato-Zweibrücken-Veldenz    | 19. Anna Giuliana di Nassau-Saarbrücken         |  |  |       |  |  |                                       |  |  |                                     |  |
| 2. Vittorio I di Anhalt-Bernburg-Schaumburg-Hoym        |                                            | 9. Elisabetta del Palatinato-Zweibrücken-Veldenz    |                                                 |  |  |       |  |  |                                       |  |  |                                     |  |
|                                                         |                                            | 10. Adolfo di Nassau-Schaumburg                     | 20. Luigi Enrico di Nassau-Dillenburg           |  |  |       |  |  |                                       |  |  |                                     |  |
|                                                         |                                            | 10. Adolfo di Nassau-Schaumburg                     | 20. Luigi Enrico di Nassau-Dillenburg           |  |  |       |  |  |                                       |  |  |                                     |  |
|                                                         |                                            | 10. Adolfo di Nassau-Schaumburg                     | 21. Caterina di Sayn-Wittgenstein               |  |  |       |  |  |                                       |  |  |                                     |  |
| 5. Carlotta di Nassau-Schaumburg                        |                                            | 10. Adolfo di Nassau-Schaumburg                     |                                                 |  |  |       |  |  |                                       |  |  |                                     |  |
|                                                         |                                            | 11. Elisabetta Carlotta Melander di Holzappel       | 22. Pietro Melander di Holzappel                |  |  |       |  |  |                                       |  |  |                                     |  |
|                                                         |                                            | 11. Elisabetta Carlotta Melander di Holzappel       | 22. Pietro Melander di Holzappel                |  |  |       |  |  |                                       |  |  |                                     |  |
|                                                         |                                            | 11. Elisabetta Carlotta Melander di Holzappel       | 23. Agnese di Effern                            |  |  |       |  |  |                                       |  |  |                                     |  |
| 1. Vittoria Carlotta di Anhalt-Bernburg-Schaumburg-Hoym |                                            | 11. Elisabetta Carlotta Melander di Holzappel       |                                                 |  |  |       |  |  |                                       |  |  |                                     |  |
|                                                         | 12. Giovanni Ludovico di Isenburg-Büdingen | 24. Volfango Enrico di Isenburg-Büdingen            |                                                 |  |  |       |  |  |                                       |  |  |                                     |  |
|                                                         | 12. Giovanni Ludovico di Isenburg-Büdingen | 24. Volfango Enrico di Isenburg-Büdingen            |                                                 |  |  |       |  |  |                                       |  |  |                                     |  |
|                                                         | 12. Giovanni Ludovico di Isenburg-Büdingen | 25. Maria Maddalena di Nassau-Wiesbaden             |                                                 |  |  |       |  |  |                                       |  |  |                                     |  |
| 6. Guglielmo Maurizio I di Isenburg-Büdingen-Birstein   | 12. Giovanni Ludovico di Isenburg-Büdingen |                                                     |                                                 |  |  |       |  |  |                                       |  |  |                                     |  |
|                                                         |                                            | 13. Luisa di Nassau-Dillenburg                      | 26. Luigi Enrico di Nassau-Dillenburg           |  |  |       |  |  |                                       |  |  |                                     |  |
|                                                         |                                            | 13. Luisa di Nassau-Dillenburg                      | 26. Luigi Enrico di Nassau-Dillenburg           |  |  |       |  |  |                                       |  |  |                                     |  |
|                                                         |                                            | 13. Luisa di Nassau-Dillenburg                      | 27. Caterina di Sayn-Wittgenstein               |  |  |       |  |  |                                       |  |  |                                     |  |
| 3. Carlotta Luisa di Isenburg-Büdingen-Birstein         |                                            | 13. Luisa di Nassau-Dillenburg                      |                                                 |  |  |       |  |  |                                       |  |  |                                     |  |
|                                                         |                                            | 14. Giovanni Ernesto di Isenburg-Büdingen           | 28. Volfango Ernesto I di Isenburg-Büdingen     |  |  |       |  |  |                                       |  |  |                                     |  |
|                                                         |                                            | 14. Giovanni Ernesto di Isenburg-Büdingen           | 28. Volfango Ernesto I di Isenburg-Büdingen     |  |  |       |  |  |                                       |  |  |                                     |  |
|                                                         |                                            | 14. Giovanni Ernesto di Isenburg-Büdingen           | 29. Giuliana di Sain-Wittgenstein               |  |  |       |  |  |                                       |  |  |                                     |  |
| 7. Anna Amalia di Isenburg-Büdingen                     |                                            | 14. Giovanni Ernesto di Isenburg-Büdingen           |                                                 |  |  |       |  |  |                                       |  |  |                                     |  |
|                                                         |                                            | 15. Maria Carlotta di Erbach-Schönberg              | 30. Giorgio Alberto I di Erbach-Schönberg       |  |  |       |  |  |                                       |  |  |                                     |  |
|                                                         |                                            | 15. Maria Carlotta di Erbach-Schönberg              | 30. Giorgio Alberto I di Erbach-Schönberg       |  |  |       |  |  |                                       |  |  |                                     |  |
|                                                         |                                            | 15. Maria Carlotta di Erbach-Schönberg              | 31. Maddalena di Nassau-Dillenburg              |  |  |       |  |  |                                       |  |  |                                     |  |
|                                                         |                                            | 15. Maria Carlotta di Erbach-Schönberg              |                                                 |  |  |       |  |  |                                       |  |  |                                     |  |